# Anwar el-Sadat
Moḥamed Anwar al Sadat (en árabe, محمد أنور السادات, transcrito frecuentemente como Anwar Sadat; Mit Abu l-Kum, 25 de diciembre de 1918-El Cairo, 6 de octubre de 1981) fue un político y militar egipcio que ejerció como presidente de Egipto de 1970 a 1981. Heredó el cargo de Gamal Abdel Nasser luego del fallecimiento de este y fue reelecto sin oposición en 1974 y 1978, siendo estas las últimas elecciones que se llevaron a cabo antes de la reintroducción del multipartidismo en 1979. Sadat fue asesinado en 1981 y sucedido como presidente por Hosni Mubarak, quien se mantendría en el cargo hasta 2011.
El 11 de noviembre de 1977, el primer ministro israelí Menájem Beguín invitó formalmente a Al Sadat a visitar Jerusalén. A las nueve de la noche del 19 de noviembre de 1977, Al Sadat arribó a Israel, convirtiéndose en el primer líder árabe en visitar dicho país. Al Sadat fue recibido en una ceremonia oficial, aunque ambos países continuaban formalmente en guerra. El 20 de noviembre de 1977, el presidente Al Sadat se dirigió al plenario de la Kneset adquiriendo el compromiso de reconocer al Estado de Israel bajo determinadas condiciones.  En 1978, tuvo un nuevo encuentro con el primer ministro israelí para preparar, por mediación del presidente estadounidense Jimmy Carter, la paz con Israel en los Acuerdos de paz de Camp David, firmados conjuntamente con Menájem Beguín. En 1978, fue galardonado junto con el primer ministro israelí Menájem Beguín con el Premio Nobel de la Paz por los acuerdos de paz de Camp David, que dieron lugar a una paz negociada entre Egipto e Israel. Es recordado en su país como el héroe de la guerra y la paz. En octubre de 1981, durante un desfile militar, fue asesinado por soldados del desfile que lo ametrallaron deliberadamente, aunque otras versiones dicen que un camión del desfile se separó de la formación y de él salieron seis soldados que lanzaron granadas hacia el palco presidencial al tiempo que disparaban sus armas automáticas. Otras cinco personas resultaron muertas, entre ellas el general Hassam Allan y 38 personas más resultaron heridas, incluyendo a quien sería su sucesor, Hosni Mubarak.

## Biografía

### Primeros años y activismo revolucionario

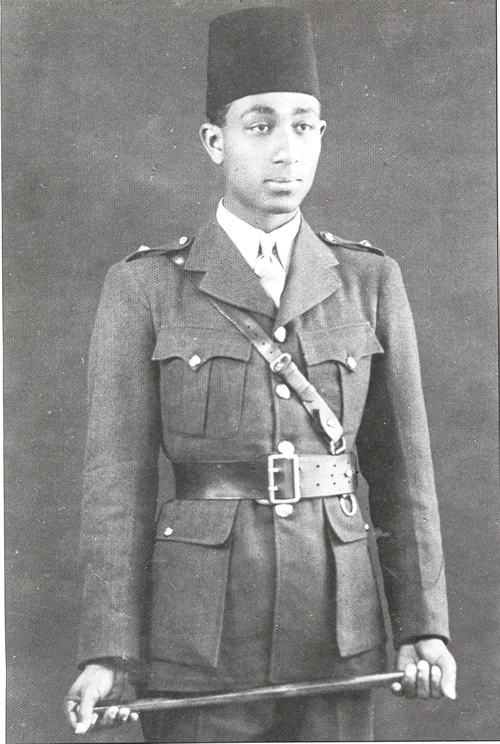
Sadat en 1936, a los 18 años.

Anwar el-Sadat nació el 25 de diciembre de 1918, en Mit Abu l-Kum, Menufia, en el entonces Sultanato de Egipto (un protectorado del Reino Unido, nominalmente parte del Imperio otomano), en una pobre familia nubia, y tenía 13 hermanos. Uno de ellos, Atef el-Sadat, más tarde se convirtió en piloto y murió en acción durante la guerra de Yom Kipur en octubre de 1973. Su padre, Anwar el-Sadat Mohammed, era de etnia nubia, y su madre, Sit al-Berain, sudanesa por vía paterna. Esto desataría polémicas durante su mandato, con acusaciones de que no era "suficientemente egipcio" para ejercer el cargo. Su ascendencia sudanesa y color de piel posteriormente le valdrían el apodo de "caniche negro de Nasser". Sadat se graduó en la Real Academia Militar en El Cairo en 1938 y fue nombrado para el servicio de transmisiones. Entró al ejército como subteniente y fue enviado a Sudán (que en ese momento formaba parte del Reino de Egipto, siendo un condominio con el Reino Unido). Allí conoció a Gamal Abdel Nasser, y junto a varios oficiales de menor rango fundaron el Movimiento de Oficiales Libres, un movimiento revolucionario comprometido a terminar con la dominación británica sobre Egipto y Sudán, así como con la corrupción gubernamental imperante durante el gobierno del Rey Faruq II. Durante la II Guerra Mundial, Sadat fue encarcelado por los británicos, acusado de colaboracionismo con los nazis para asesinar a un oficial, luego de haber pedido ayuda a las Potencias del Eje para expulsar a las tropas británicas, que habían ocupado Egipto ante la amenaza de la Italia fascista en la región. Sin embargo, Sadat fue finalmente absuelto de todos los cargos en 1946, ya terminado el conflicto. Anwar el-Sadat fue miembro activo de diversos grupos políticos, incluidos los Hermanos Musulmanes, antes de unirse a los Oficiales Libres de Nasser. Años más tarde, el 23 de julio de 1952, junto con los demás miembros de dicho movimiento, Sadat participó en el golpe de Estado (conocido como Revolución egipcia de 1952), que condujo al fin del reinado de Faruq II y, un año más tarde, a la abolición de la monarquía egipcia, con la proclamación de la República de Egipto, con Nasser como primer ministro y Muhammad Naguib como Presidente. A Sadat se le asignó la tarea de informar al pueblo egipcio del triunfo de la revolución por radio.

### Gobierno de Nasser y llegada al poder
En 1954, durante el gobierno de Naguib, Sadat fue nombrado ministro de Estado, cargo que mantuvo después del derrocamiento del presidente y el ascenso de Nasser a la jefatura del estado. También fue nombrado director del recién fundado diario Al Gomhuria. En 1959, asumió el cargo de Secretario de la Unión Nacional. Sadat fue presidente de la Asamblea Nacional de Egipto entre 1960 y 1968, y miembro del consejo presidencial desde 1964, ocupando también el cargo de Vicepresidente de la República Árabe Unida (nombre oficial de Egipto desde 1958). Fue reelegido como vicepresidente en 1969. El presidente Gamal Abdel Nasser falleció de un ataque al corazón en septiembre de 1970, luego de haber gobernado Egipto durante más de 14 años, y fue reemplazado por Sadat en calidad de vicepresidente.

## Presidencia

### Consolidación de su mandato
Mientras Sadat ocupaba interinamente el cargo de presidente, antes de la convocatoria a elecciones, se esperaba que su gobierno fuera corto. La presidencia de Sadat fue confirmada mediante un referéndum el 15 de octubre de 1970, en el que fue el único candidato y "ganó" con el 90 % de los votos a favor y 10 % en contra, con una participación del 85 % del electorado. Viéndolo como poco más que un títere del expresidente, los seguidores de Nasser pensaban que sería alguien fácil de manipular. Sadat sorprendió a los demás funcionarios con una serie de movimientos políticos astutos con los cuales fue capaz de mantenerse en la presidencia y emerger como un líder por su propio derecho. Estas reformas iniciaron con el anuncio de la Revolución Correctiva el 15 de mayo de 1971, que pretendía recortar el poder de los nasseristas, y hacer un cambio radical en la política exterior, las políticas económicas y la propia ideología del estado. El 2 de septiembre, Sadat cambió el nombre oficial del país, hasta entonces República Árabe Unida por República Árabe de Egipto, nombre que conserva hasta la actualidad. El nuevo mandatario alentó el surgimiento de movimientos islamistas en la región, los cuales habían sido reprimidos por Nasser. Confiando en que los islamistas serían socialmente conservadores les dio, "una gran autonomía cultural e ideológica" a cambio de su apoyo político. El mismo año del comienzo de estas reformas, habiendo pasado tres años de la Guerra de Desgaste en la zona del canal de Suez, Sadat confirmó por escrito las propuestas de paz del negociador de las Naciones Unidas Gunnar Jarring, que parecía conducir a Egipto a una paz duradera con el Estado de Israel sobre la base de la retirada de Israel a sus fronteras antes de la Guerra de los Seis Días. Esta iniciativa fracasó, ya que ni Israel ni su principal aliado, los Estados Unidos de América, aceptaron los términos propuestos por Sadat.

### Revolución correctiva

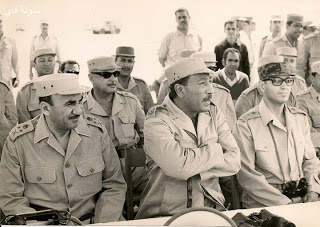
Sadat durante una maniobra militar junto a Saad El Shazly en 1971.

Poco después de asumir el cargo, Sadat sorprendió a muchos egipcios despidiendo y encarcelando a dos de las figuras más poderosas del régimen nasserista, hasta entonces tachado como comunista y prosoviético, su propio vicepresidente Ali Sabri, que tenía estrechos vínculos con funcionarios de la Unión Soviética, y Sharawy Gomaa, el ministro del Interior, quien anteriormente controlaba la policía secreta de Nasser. La popularidad local de Sadat creció enormemente cuando el presidente recortó los poderes de dicha organización, que contaba con gran odio entre el pueblo egipcio. En el ámbito económico, Sadat alentó reformas que relajaran la postura nasserista de control socialista y fomentaran la inversión privada. A pesar de que esto aumentó su popularidad, también la valió varias críticas y protestas por parte de las clases media y baja, debido a que supuso colateralmente el final de las subvenciones sobre los productos alimenticios básicos, e inició el aumentó de un nivel de corrupción que se propagaría más allá del mandato de Sadat, y que caracterizaría posteriormente al largo gobierno de Mubarak. Lanza la política de Infitah (apertura) que tiene como objetivo, al reducir el papel del Estado, atraer la inversión extranjera y promover las relaciones con los Estados Unidos. Una clase de nuevos ricos se está desarrollando rápidamente. En 1975, había más de 500 millonarios en Egipto, pero más del 40% de la población vivía por debajo del umbral de la pobreza y alrededor de la capital se estaban desarrollando barrios marginales. Además, el país acumuló una deuda monumental durante los años de Infitah. Para reestructurarlo, el FMI pidió la abolición de todas las subvenciones a los productos básicos, lo que condujo a disturbios en enero de 1977. El gobierno involucra al ejército, generando un número desconocido de víctimas. La reorientación de la economía llevó a Sadat a buscar el apoyo de las élites rurales tradicionales, cuya influencia había disminuido bajo el nasserismo. Los agricultores son expulsados de las tierras en disputa. En las ciudades, para frustrar a las organizaciones nasserianas y marxistas, Sadat ha liberado a miles de prisioneros islamistas y les ha concedido libertades políticas. En 1972, las autoridades hicieron transportar a militantes islamistas en vehículos estatales para recuperar violentamente el control de las universidades y arrestaron a líderes estudiantiles de izquierda. Fortalecida por esta alianza con el gobierno, la Al-Gama'a al-Islamiyya ganó influencia y la sociedad egipcia se islamizó, también por el fortalecimiento de las relaciones con Arabia Saudita. Por último, Gamaa al-Islamiy se divide en dos facciones: una a favor del gobierno de Sadat, que desea proseguir esta islamización mediante reformas, y otra orientada al terrorismo. En los años ochenta, el gobierno favoreció la salida de los militantes de esta segunda facción hacia Afganistán, con el apoyo financiero de Arabia Saudíta. Finalmente, en un acto que dio un giro especial a su gobierno, Sadat expulsó de Egipto a los asesores militares del Ejército Rojo, presentes en el país desde 1967, luego de que estas se negaran a darle mayor apoyo militar en una nueva confrontación con Israel, y comenzó una serie de reformas para renovar las fuerzas armadas e iniciar otra guerra contra el estado judío por sí solos. La Revolución correctiva de Sadat, si bien trajo mayor libertad religiosa, incluyó también el encarcelamiento de otras fuerzas políticas en Egipto, como los liberales y los islamistas extremos. El encarcelamiento de los extremistas tuvo un fuerte efecto en Oriente Medio más adelante, ya que la mayoría de estos eran miembros del movimiento de Takfir Wal Hijra y la represión del gobierno de Sadat al mismo provocó su inevitable expansión por el resto del mundo árabe y Europa, lo que se traduce en la propagación del islam político en estas dos regiones, y que también sería uno de los muchos detonantes, aunque no el principal, del posterior asesinato del Presidente en 1981.

### Relación con Muammar el-Gadafi

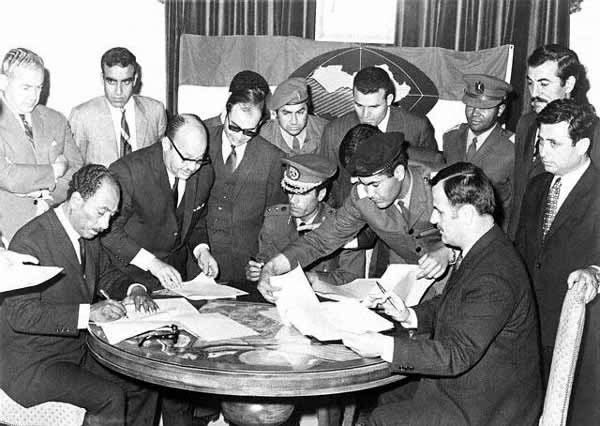
Sadat junto a Hafez al-Assad y Muammar el Gadafi firmando la creación de la Federación de Repúblicas Árabes, que nunca se concretaría.

Al igual que el anterior régimen de Nasser, el gobierno de Sadat mantuvo buenas relaciones con la recientemente creada República Árabe Libia, de corte árabe socialista, gobernada por Muammar el Gadafi desde el derrocamiento del Rey Idris de Libia en 1969, y desde la muerte de Nasser comenzaron las negociaciones para crear un estado panárabe fusionando Egipto, Libia y la Siria de Hafez al-Assad. El 18 de abril los tres gobernantes firmaron un pacto para crear la Confederación, y los plebiscitos en cada país realizados el 1 de septiembre de 1971 fueron aprobados, creando la Federación de Repúblicas Árabes. También hubo intentos o tentativas de unir a la entonces República Democrática de Sudán de Yaafar al-Numeiry, y a la Irak baazista de Ahmed Hasan al-Bakr. Sin embargo, la verdadera unión jamás se produjo, fruto de los desacuerdos gubernamentales para los términos específicos de la fusión. La unión se mantuvo de jure desde el 1 de enero de 1972, fecha de su declaración oficial, hasta la proclamación del nuevo gobierno de Gadafi, la Gran Yamahiriya Árabe Libia Popular Socialista, en marzo de 1977, dejando de existir formalmente en noviembre de ese mismo año.

### Relación con Mohammed Reza Pahlevi

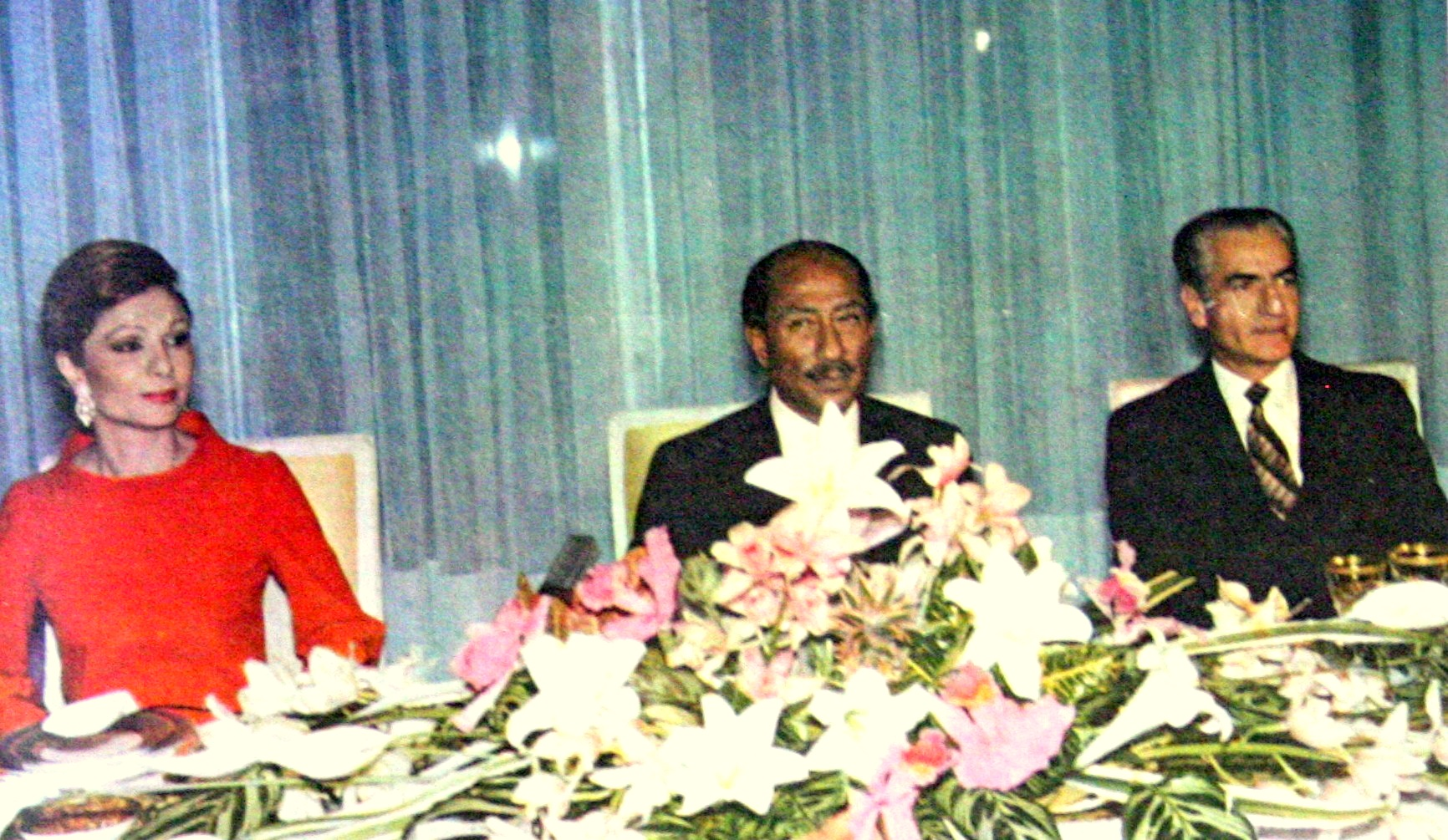
Sadat (centro) junto a Mohammed Reza Pahlevi y su esposa Farah en 1975.

La relación entre Egipto e Irán había caído en hostilidad abierta durante el régimen de Nasser. Después de la muerte del mismo, Sadat cambió su política hacia el país persa e inició relaciones amistosas con el gobierno del Sah Mohammed Reza Pahlevi. En 1971, Sadat se dirigió al parlamento iraní en Teherán en un fluido idioma persa, dando un discurso en el que describía los 2500 años de conexión histórica entre las dos tierras. Durante la noche, los gobiernos egipcio e iraní se convirtieron de amargos enemigos en amigos rápidamente. La relación entre El Cairo y Teherán se hizo tan amigable que el Shah de Irán, Mohammad Reza Pahlavi, se referiría posteriormente a Sadat como su "querido hermano". Después de la guerra de 1973 con Israel, Irán asumió un papel de liderazgo en la limpieza y la reactivación del bloqueado canal de Suez con una fuerte inversión. El país también facilitó la retirada de Israel de los territorios ocupados de la península del Sinaí con la promesa de sustituir la pérdida del aceite a los israelíes con petróleo iraní si se retiraban de los pozos de petróleo en el oeste del Sinaí egipcio. Después de su derrocamiento, el depuesto Sah pasó los últimos meses de su vida en el exilio en Egipto. Cuando el Sah murió, Sadat ordenó que se le diera un funeral de estado y lo enterraran en la mezquita de Al-Rifai en El Cairo, el lugar de descanso del fallecido Jedive Ismail Pachá, su madre Khushyar Hanim, y numerosos otros miembros de la familia real de Egipto y Sudán.

## Conflicto árabe-israelí

### Guerra de Yom Kipur
El 6 de octubre de 1973, conjuntamente con el presidente sirio Hafez al-Assad, Sadat lanzó la "guerra de octubre", también conocida como la guerra de Yom Kipur (debido a que se produjo durante la misma festividad judía) y menos comúnmente como "Guerra del Ramadán", un ataque por sorpresa contra las fuerzas israelíes que ocupaban la península del Sinaí y los Altos de Golan, en un intento de recuperar los territorios de Siria y Egipto que habían perdido durante la Guerra de los 6 Días, en 1967. El rendimiento de Egipto y Siria en las etapas iniciales de la guerra sorprendió tanto a Israel como al mundo árabe. El logro más llamativo, la Operación Badr, también conocida como El Cruce, fue el avance del ejército egipcio a 15 km en el Sinaí, ocupándolo en gran medida después de penetrar y destruir la Línea Bar Lev, popularmente considerada anteriormente como una cadena defensiva inexpugnable. A medida que avanzaba la guerra, 3 divisiones del ejército israelí encabezadas por Ariel Sharón cruzaron el canal de Suez, tratando de rodear primero a la Segunda división egipcia. A pesar de que lo lograron, fallaron con la tercera división. Impulsado un rápido acuerdo entre los Estados Unidos y la Unión Soviética, el Consejo de Seguridad de las Naciones Unidas aprobó la Resolución 338 el 22 de octubre, exigiendo un alto al fuego de inmediato y el cumplimiento de la Resolución 242, que exigía la retirada israelí de los territorios ocupados. Aunque fue acordado, el alto al fuego se rompió casi inmediatamente. Alekséi Kosygin, presidente del Consejo de Ministros de la Unión Soviética, canceló una reunión oficial con el primer ministro de Dinamarca, Anker Jørgensen, para viajar a Egipto y negociar el fin de las hostilidades con Sadat. No se sabe realmente si durante los 3 días que Kosygin pasó en Egipto realmente llegó a concretar una reunión personal con el presidente. El ejército israelí continuó con su campaña para rodear el ejército egipcio. El cerco se rompió el 24 de octubre, tres días después de finalizara el breve alto al fuego. Este desarrollo llevó a la tensión entre las dos superpotencias, pero un segundo alto al fuego se impuso de manera definitiva el 25 de octubre de 1973, poniendo fin a la guerra. Al término de las hostilidades, el ejército israelí estaba a 40 km de Damasco y 101km de El Cairo.

### Hacia la paz con Israel

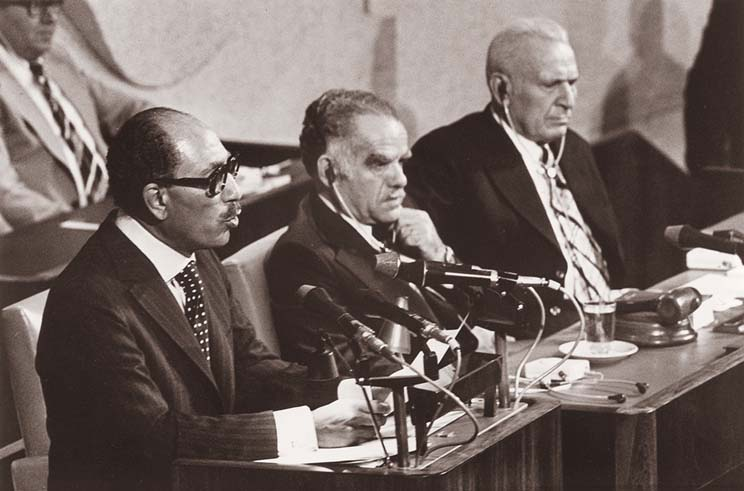
En 1977, Sadat se convirtió en el primer líder árabe en visitar Israel de manera oficial. En la foto: Sadat da un discurso ante el Kneset.

Las victorias iniciales de Egipto y Siria en la guerra restauraron la moral popular a través de Egipto y el mundo árabe y, durante muchos años después, Sadat fue conocido como "Héroe del Cruce". Israel reconoció a Egipto como un enemigo formidable, y renovada la importancia política de Egipto, el país recuperó y volvió a abrir el canal de Suez. La nueva política de paz llevó a la conclusión de dos acuerdos sobre separación de fuerzas con gobierno israelí. El primero de estos acuerdos se firmó el 18 de enero de 1974, y el segundo el 4 de diciembre de 1975. Un aspecto importante de la política pacífica de Sadat fue que ganó algo de apoyo religioso por sus esfuerzos. Además de construir buenas relaciones con los cristianos evangélicos de los Estados Unidos, Sadat tuvo algo de cooperación con la Santa Sede. El 8 de abril de 1976, Sadat visitó por primera vez el Vaticano y recibió un mensaje de apoyo del papa Pablo VI en relación con la paz con Israel, incluyendo que debían buscar una solución justa a la situación palestina. Sadat, por su parte, expendió al Papa una invitación pública para visitar El Cairo. Sadat también utilizó los medios de comunicación para promover sus propósitos. En una entrevista que dio al diario libanés El Hawadeth a principios de febrero de 1976, afirmó que tenía un compromiso secreto con los Estados Unidos para que estos obligaran a Israel a devolverle el Sinaí a Egipto y los Altos de Golan a Siria. Tal afirmación fue desmentida rápidamente por Henry Kissinger, ante las quejas del gobierno israelí. En enero de 1977, comenzaron en Egipto las Revueltas del Pan debido a la campaña de liberalización económica iniciada por Sadat que había puesto fin a las subvenciones socialistas. Cientos de miles de personas participaron en los disturbios en El Cairo durante dos días. 120 autobuses y varios edificios fueron destruidos solo en la capital. Los disturbios terminaron con el despliegue de las Fuerzas Armadas y la reinstauración, al menos momentánea, de las subvenciones. Sin embargo, era ya evidente que Sadat había abandonado el gobierno socialista y empezaba a estrechar relaciones con Occidente. Los Estados Unidos y la Unión Soviética acordaron una convención en Ginebra sobre Oriente Medio el 1 de octubre de 1977. Siria se resistió a dicha conferencia. Sin querer que Siria o la Unión Soviética intervinieran en el proceso de paz, Sadat decidió tomar una postura progresista para llegar a un acuerdo decisivo y final con Israel. El 19 de noviembre de ese mismo año, Sadat se convirtió en el primer líder árabe en visitar oficialmente Israel cuando se reunió con el entonces primer ministro de Israel Menachem Begin y dio un discurso ante el Kneset en Jerusalén sobre su punto de vista a la hora de buscar solución para el conflicto árabe-israelí, incluyendo el cumplimiento total de las resoluciones 242 y 338, afirmando que esperaba: "que Dios guíe los pasos del Premier Begin y del Kneset, porque es necesario para tomar esta decisión dura y drástica".

### Acuerdos de Camp David

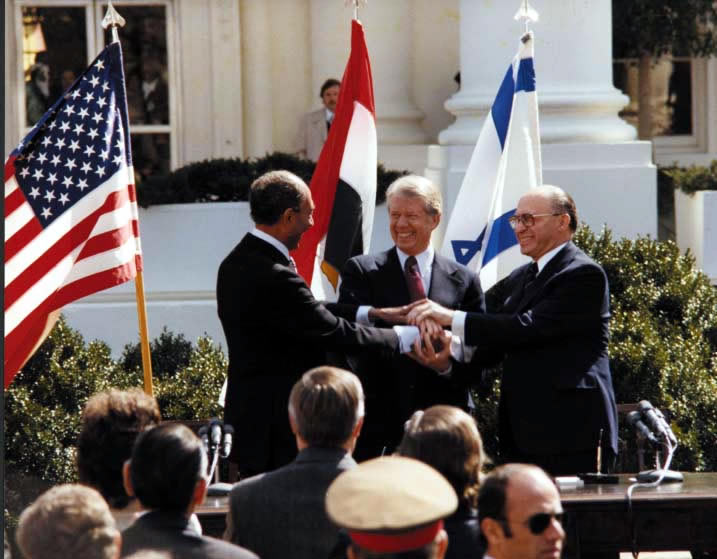
Sadat, Begin y Carter durante la firma del tratado de paz egipcio-israelí en 1979.

El primer tratado entre el Estado de Israel y la República Árabe de Egipto orientado hacia lograr una paz total fue firmado formalmente durante los Acuerdos de Camp David, el 17 de septiembre de 1978, una serie de reuniones entre el gobierno israelí y el gobierno egipcio facilitadas por el presidente de los Estados Unidos Jimmy Carter, precisamente en Camp David, Washington D. C.. Tanto Sadat como Begin fueron galardonados con el Premio Nobel de la Paz por esos acuerdos ese mismo año, convirtiéndose Sadat en el primer musulmán en ganar dicho premio. Finalmente, el 26 de marzo de 1979 se firmó el Tratado de Paz entre Israel y Egipto mediante el cual Egipto reconocía oficialmente al estado israelí y ponía fin a la declaración de guerra vigente desde 1948, mientras que Israel reconocía la soberanía egipcia sobre la península del Sinaí y accedía a retirar sus tropas de la zona ocupada lo antes posible. El acuerdo también preveía el derecho de Israel a utilizar el canal de Suez y la internacionalización del estrechos de Tirán y el golfo de Aqaba. Egipto se convirtió en el primer país árabe en reconocer a Israel. El tratado de paz se ha mantenido vigente hasta la actualidad. El acuerdo, sin embargo, fue inmensamente impopular en el mundo árabe, y el mundo musulmán en general. El predecesor de Sadat, Nasser, había hecho de Egipto un símbolo de nacionalismo árabe, ideología que parecía fuera de la orientación egipcia después de la guerra de Yom Kipur en 1973. Los países árabes consideraban que Sadat había puesto los intereses de Egipto por delante de la unidad árabe, traicionado en última instancia por completo la ideología del gobierno socialista de Nasser, en la que todos los estados árabes se unían en apoyo a los palestinos contra la "Entidad Sionista". Sin embargo, Sadat decidió que el único camino correcto para su país era la paz. La alianza con los Estados Unidos no hizo más que fomentar el odio hacia Sadat entre los países árabes, los cuales aún confiaban en la eliminación de la "Entidad Sionista". Esto desencadenó la expulsión de Egipto de la Liga Árabe en 1979, y el traslado de la sede de la misma de El Cairo a Túnez, no siendo readmitido nuevamente sino hasta 1989, cuando la sede de la organización regresó nuevamente a la capital egipcia. Por su parte, Egipto recuperó la soberanía sobre el Sinaí en abril de 1982, exceptuando la ciudad de Taba, que no recuperaría hasta 1989. Las buenas relaciones con Occidente mantuvieron la economía de Egipto en alza, pero la ruptura y posterior tensión con los países árabes, sumada la corrupción del gobierno de Mubarak, se traduciría, a lo largo de la década de 1980, en una rápida inflación.

## Descenso de su popularidad
Sadat había impulsado en 1979, a la vez que organizaba el tratado para la paz con Israel, un referéndum constitucional, que incluía diversos cambios, entre ellos la reincorporación del sistema multipartidista y la apertura de un parlamento bicameral, que fue aprobado con un 99,7% de los votos, en una participación del 90,0% del electorado. Con motivo del tratado de paz, el año 1981 se caracterizó por una serie de enfrentamientos internos en Egipto, debido a la disconformidad islamista con Sadat, aunque el presidente descartó que se tratara de asuntos domésticos, considerando que la Unión Soviética estaba conspirando con los gobiernos de Libia y Siria para derrocarlo. A pesar del regreso del sistema democrático, en junio de 1981, hubo un fallido intento de golpe de Estado que obligó a Sadat a declarar estado de excepción, y encarcelar a varias figuras políticas de la oposición. Aunque al momento de su muerte Sadat tenía todavía mucha popularidad entre la población, se diría con posterioridad que fue asesinado "en la cima de su impopularidad". El tratado con Israel enfureció particularmente a los islamistas del grupo Yihad Islámica Egipcia, que se encargó de reclutar oficiales y acumulando armas, de acuerdo a la información recogida por el periodista 
Lawrence Wright, se preparaban para destruir el orden imperante en Egipto. El jefe de El-Yihad era Abbud al-Zumar, estratega que tenía como objetivo asesinar a los principales líderes, capturar el edificio de Seguridad del Estado, las centrales telefónicas, incitando a un levantamiento popular contra el gobierno secular. Las autoridades fueron alertadas de los planes de El-Yihad en febrero de 1981. En septiembre, Sadat ordenó el impopular arresto de más de mil quinientas personas, incluyendo no solo a muchos miembros de la Yihad, sino también al líder de la Iglesia Copta, y otros clérigos de dicha organización religiosa, intelectuales y militantes de todas las tendencias ideológicas. Para evitar la prensa negativa, todos los periódicos y canales no gubernamentales fueron prohibidos. La ronda dejó pasar por descuido a una célula del Yihad liderada por Khalid al-Islambuli, quien tendría éxito en asesinar al Presidente Sadat tan solo un mes más tarde. De acuerdo con Tal'at Fu'ad Qasim, no sería El-Yihad quien organizó el atentado contra Sadat, sino un grupo liderado por Islambuli conocido como "Grupo Islámico".

## Asesinato
El 6 de octubre de 1981, se organizó en El Cairo el Desfile de la Victoria anual para conmemorar el octavo aniversario desde que las fuerzas egipcias cruzaron el Canal de Suez en la guerra de Yom Kipur. Tanto Sadat como Hosni Mubarak, su vicepresidente desde 1975, se encontraban protegidos por 4 capas de seguridad y 8 guardaespaldas, y el desfile debería de haber sido seguro debido a las nuevas reglas en la compra de munición impuestas recientemente. Cuando aviones Mirage 5 de las Fuerzas Armadas sobrevolaron el desfile para distraer a la multitud, varios soldados del ejército egipcio y camiones de remolque de artillería desfilaron por la zona. Uno de estos camiones contenía un escuadrón de la muerte, liderado por Jaled al Islambuli, junto con Abdul Salaam Abdelhameed, Ata Tayel Hameeda Raheel, y Abbas Hussein. A medida que pasaban al lado de la tribuna donde se encontraban Sadat y Mubarak, Islambuli obligó al conductor a detenerse a punta de pistola. Los asesinos se bajaron del vehículo, con Islambuli a la cabeza, y corrieron hacia Sadat con 3 granadas de mano ocultas bajo su casco. El presidente creyó que se trataba de una parte del espectáculo y se puso de pie para hacer el saludo militar a los soldados, con lo cual Islambuli arrojó las granadas. Solo una de ellas llegó a explotar, pero lo hizo antes de tiempo, y un grupo de asesinos adicionales salieron de la parte trasera del camión y dispararon sus rifles de asalto AK-47 contra las gradas, agotaron sus municiones y luego trataron de huir. Sadat cayó al suelo, herido, y la gente a su alrededor arrojó sillas en un intento de protegerlo de la lluvia de balas. El ataque duró solo unos 2 minutos. Aproximadamente 10 personas murieron en el acto o sufrieron heridas fatales, entre ellos Sadat, el embajador de Cuba ante Egipto, un general de Omán y un obispo ortodoxo copto. 28 fueron heridos, entre los que se puede mencionar al vicepresidente Mubarak, al ministro de Defensa irlandés James Tully, y cuatro oficiales de enlace militar de Estados Unidos. El jefe del comando, que organizó su asesinato, Jaled al Islambuli, egipcio, recibió el honor de que una calle en Teherán recibiera su nombre. Las fuerzas de seguridad presentes fueron momentáneamente aturdidas, pero reaccionaron antes de que pasara un minuto y dispararon. Uno de los atacantes murió en combate, y los otros 3 fueron heridos y detenidos con vida. Sadat fue trasladado a un hospital militar, donde 11 médicos trataron de operarlo. Sin embargo, el presidente falleció 2 horas después de llegar al hospital. La muerte de Sadat se atribuyó a "un shock nervioso violento y una hemorragia interna en la cavidad torácica, donde recibieron daño el pulmón izquierdo y los principales vasos sanguíneos debajo de él. En conjunción con el asesinato de Sadat, una insurrección militar fue organizada en el Alto Egipto, en Asiut. Los rebeldes tomaron el control de la ciudad por un par de días y 68 soldados y policías murieron en enfrentamientos. El control gubernamental no fue restaurado hasta que llegaron los paracaidistas de El Cairo. Los asesinos fueron condenados a muerte. La mayoría de los militantes implicados en esa rebelión recibieron condenas de menos de 3 años de cárcel. Sufi Abu Taleb sucedió a Sadat por 8 días como Presidente interino hasta que Mubarak estuvo en condiciones de asumir el cargo. Mubarak gobernaría por casi 30 años hasta su dimisión forzosa en la revolución egipcia de 2011.

## Vida personal
Sadat contrajo matrimonio 2 veces. Primero se casó con Ehsan Madi a los 22 años, y se divorció años más tarde, justo a los 17 días del nacimiento de su tercera hija, Camelia. Luego se casó con Jehan Raouf (conocida como Jehan Sadat) el 29 de mayo de 1949. Tuvieron un hijo, Gamal, y 3 hijas: Lobna, Noha y Jehan. Fue Gamal quien representó a su padre cuando se le otorgó póstumamente la Medalla Presidencial de la Libertad en 1984.